# Victor Sikora
Victor Tadeusz Sikora (født 11. april 1978 i Deventer, Holland) er en hollandsk tidligere fodboldspiller (midtbane).
Sikora spillede størstedelen af sin karriere i hjemlandet, og var med til at vinde det hollandske mesterskab med Ajax i 2004. Han sluttede karrieren med udlandsophold hos FC Dallas i den amerikanske Major League Soccer og i Australien hos Perth Glory.
For det hollandske landshold spillede Sikora desuden seks landskampe. Han debuterede for holdet i en venskabskamp mod Tyrkiet i februar 2001.

## Titler
Æresdivisionen
- 2004 med Ajax

Johan Cruijff Schaal
- 2002 med Ajax